# Hansehalle
Die Hansehalle, auch als Hansehölle bekannt, ist eine Mehrzweckhalle im Stadtteil St. Lorenz-Nord der schleswig-holsteinischen Stadt Lübeck. Die Halle verfügt über 3200 Plätze und liegt direkt neben dem Stadion an der Lohmühle, der Spielstätte des VfB Lübeck. In der Hansehalle finden die Heimspiele des VfL Lübeck-Schwartau (bis 2017 spielend unter dem Vereinsnamen VfL Bad Schwartau) in der 2. Handball-Bundesliga statt.

## Geschichte
1963 war die Halle Schauplatz der Deutschen Tischtennis-Meisterschaft (ebenso wie 1978). 1964 fanden in der Hansehalle die German Open im Badminton statt. Im gleichen Jahr wurde die deutsche Olympiaqualifikation für die Sommerspiele 1964 im Judo in der Hansehalle ausgekämpft. 1972 wurde in der Halle das dritte Tischtennisländerspiel zwischen China und Deutschland als Abschluss der ersten chinesischen Tour durch die BRD ausgetragen. Mehrfach war die Halle Schauplatz bedeutender Boxwettkämpfe, u. a. von Vitali Klitschko (1998), Felix Sturm (2001) und Ruslan Chagayev (2004).
1993/94 wurde die Halle nach Plänen des Lübecker Architekten Ulrich Schünemann umgebaut und um ein Drittel erweitert.
Der DFB-Futsal-Cup 2012 fand seine Heimstätte für das Finalturnier in der Hansehalle ebenso wie das Finale der Hallenhockey-Bundesliga 2015/16 der Herren.
Bei Konzerten traten in der Hansehalle unter anderem Udo Lindenberg, Lake, Herbert Grönemeyer, Herman van Veen, Jethro Tull, Slade, Gentle Giant, Udo Jürgens, Heinz Rudolf Kunze, BAP, Erste Allgemeine Verunsicherung, Mireille Mathieu, Stephan Sulke, Peter Maffay und Uriah Heep auf.
In der Hansehalle mit 5000 m² Nutzfläche finden regelmäßig die Heimspiele des VfL Lübeck-Schwartau statt.
Nach Verzögerungen soll ab Sommer 2020 die Halle für 2,5 Mio. Euro modernisiert werden.

## Kunst am Bau
Seit 1995 schmückt die Halle die Installation Lichtspiegel von Thorbjørn Lausten aus Neonröhren, einer Glasplatte und einem elektronisch kontrollierten Scheinwerfer.